# یواس‌اس ایگل (اس‌پی-۱۴۵)
یواس‌اس ایگل (اس‌پی-۱۴۵) (به انگلیسی: USS Eagle (SP-145)) یک کشتی بود که طول آن ۸۰ فوت (۲۴ متر) بود. این کشتی در سال ۱۹۰۹ ساخته شد.